# オーダー66 (スターウォーズ)
オーダー66（Order 66）あるいは クローン・プロトコル66（Clone Protocol 66）は、映画『スター・ウォーズ』シリーズ、『スター・ウォーズ/クローン・ウォーズ』シリーズ、『スター・ウォーズ: バッド・バッチ』等の新三部作/プリクエル・トリロジー関連作品に登場する共和国グランド・アーミーにおいて、銀河共和国の脅威とみなされたジェダイの抹殺を命じる緊急用プロトコルである。

## 概要
オーダー66は、全てのジェダイを銀河共和国に対する反逆者と認定し、共和国グランド・アーミーにおける略式処刑の対象とする最高機密指令の1つであった。共和国グランド・アーミーでは、銀河共和国が戦時中の不測の事態に対応できるよう、オーダー66を含めた全150の緊急用プロトコルが設定されていた。
オーダー66発令時において、ターゲットの逮捕および処刑が迅速かつ確実に実行されるよう、共和国グランド・アーミーに所属する全クローン・ユニットの脳内には行動制御用のバイオチップが、あらかじめ胎児の段階で埋め込まれていた。
20 BBY、惑星リンゴ・ヴィンダでの任務中に第501軍団（第501大隊）に所属するクローン・トルーパー CT-5385 "タップ" の行動制御チップが誤作動し、スカイウォーカーと共同任務中であったジェダイ将軍ティプラーを誤って射殺する事故が発生した。
タップの所属する第501軍団（第501大隊）の指揮官キャプテン・レックスは、事故の詳細を解明すべく調査を開始した。キャプテン・レックスは信頼の置ける直属の部下であったARCトルーパー CT-5555 "ファイヴス" に調査を引き継いだ。ファイヴスの積極的な調査により、タップの異常行動はクローンの脳内に埋め込まれたバイオチップによる影響であることが判明した。
バイオチップ誤作動事故が発生したことで、このチップの必要性が各所で議論されたが、この際クローンの製造を担うカミーノアンの主任医療科学者ナラ・セは「遺伝子ホストである賞金稼ぎジャンゴ・フェットの持つ攻撃的特性を抑える役割を持ち、クローン・トルーパーとしての機能維持には不可欠なチップである」と元老院およびジェダイ評議会に説明している。
調査を進めたファイヴスは、証拠として自身の脳内に埋め込まれていたバイオチップを自ら摘出した。彼はやがて埋め込まれた真の目的とシスの陰謀に気づき、摘出した証拠品と共に上官であるアナキン・スカイウォーカーやキャプテン・レックスに対してこの事実を伝えようとした。しかし、オーダー66の計画が事前に判明することを恐れたダース・シディアス（シーヴ・パルパティーン最高議長）は、ファイヴスに対して最高議長の暗殺未遂と国家反逆罪の罪を着せる。その結果、ファイヴスはコルサントでの逃亡の末に射殺されてしまうため、オーダー66の存在が実際の発令まで明るみに出ることはなかった。
行動制御バイオチップは平常時には機能しておらず、クローン・トルーパーを発注したジェダイ・マスター「サイフォ＝ディアス」は、共和国への反乱を企てた上官（ジェダイ将軍）に対する武装解除を行うための緊急用としてカミーノアンに埋め込みを依頼した。
サイフォ＝ディアスの死後、カミーノにおけるクローン・プロジェクトは彼の友人であったドゥークー伯爵に引き継がれたが、ドゥークーがダース・ティラナスとして暗黒面に堕ちた後には、そのままシスの計画として利用された。本来は緊急時のみに使われるはずであったバイオチップは、シスの陰謀により、ジェダイの抹殺を強制するための行動制御チップとして用いられることとなった。
シーヴ・パルパティーン最高議長（ダース・シディアス）の声によって起動する脳内のチップは、クローン・トルーパーを一時的なトランス状態に陥らせることで自我を一時的に排除し、私情に関係なく命令を強制する効力を有していた。

## マインドコントロール
行動制御バイオチップの誤作動による事故後、タップはカミーノのクローニング・ラボに運ばれ、原因解明のために故障したチップの摘出手術が行われた。この手術により、タップは死亡する。
以下はファイヴスとタップの最期の会話である。
死の間際、タップはオーダー66のことを「終わることの無い悪夢に出てくる任務」と例えており、長い悪夢からようやく解放されたとファイヴスに言い残して、息を引き取った。
チップの作動中はトランス状態であり、自身の行動と起こった出来事に関しては鮮明な記憶が残らないため、時と共にチップの効力が薄れることで徐々に当時の記憶が蘇ると、かつて信頼関係のあった上官（ジェダイ将軍）を盲目的に殺害したことに苦悩するトルーパーも増加した。
CT-7567 "キャプテン・レックス" は、オーダー66発令時に行動を共にしていた戦友であり、元ジェダイの「アソーカ・タノ」の協力のもと、チップの摘出手術を行なっている。
レックスを始めとする複数のトルーパーは、行動制御バイオチップの摘出に成功しているため、事実上、行動制御チップによるマインドコントロールを回避することに成功している。
クローン戦争中、タップの異常行動に関する調査を行なっていたARCトルーパー「ファイヴス」は死の間際、駆けつけたキャプテン・レックスに対し、全クローンの脳内に埋め込まれた行動制御バイオチップの存在を暗示する言葉を残した。彼の最期の言葉は、後にレックスが陰謀の正体を突き止め、彼を含む複数のクローン・トルーパーがチップを摘出することに大きく貢献した。
また、突然変異による遺伝的な優位性を持つ実験的特殊部隊「クローン・フォース99（不良分隊/バッド・バッチ）」のメンバーは脳内の行動制御バイオチップが正常に作動せず、オーダー66の実行をしていないことでも知られる。